# رالف هارتلي
رالف هارتلي (بالإنجليزية: Ralph Hartley)‏ هو مخترِع ومهندس وعالم حاسوب أمريكي، ولد في 30 نوفمبر 1888 في Sprucemont, Nevada ‏، وتوفي في 1 مايو 1970 في سوميت في الولايات المتحدة.